# Џек Вилшир
Џек Ендру Гари Вилшир (енгл. Jack Andrew Garry Wilshere; рођен 1. јануара 1992) је бивши енглески фудбалер који игра на позицији везног играча.
Вилшир је производ Арсеналове фудбалске академије, у којој је импресионирао од најмлађих категорија. За први тим Арсенала дебитовао је 2008, када је постао најмлађи дебитант који је играо утакмицу у лиги у историји Арсенала, са само 16 година и 256 дана. Вилшир је освојио бројне награде, укључујући и ПФА млади играч године, био је укључен у ПФА тим године, као и награду за играча године Арсенала, по гласовима навијача у његовој првој целој сезони у Арсеналу током сезоне 2010-2011.
Вилшир је репрезентативац Енглеске, а претходно је наступао и за репрезентативне селекције узраста до 16, 17, 19 и 21 годину. За сениорску репрезентацију дебитовао је на мечу против Мађарске, када је имао само 18 година и 222 дана, што га је учинило дванаестим најмлађим дебитантом у историји Енглеске репрезентације.

## Детињство и одрастање
Вилшир је рођен у Стивениџу, живео је у оближњем Хичину, где је одрастао и био капитен школског тима. Предводио је фудбалски тим школе до освајања више окружних купова, као и до тријумфа у Националном купу до 15 година када је био осми разред.

## Клупска каријера

### Арсенал

#### Омладински клуб и резерве
Вилшир се придружио Арсеналовој академији октобра 2001. када је имао девет година. Брзо је напредовао, и са 15 година је именован за капитена тима испод 16; а такође је имао неколико наступа за тим испод 18 година. Лета 2007. Вилшир је наступао у Чампионс Јут Куп у Малезији и по повратку у Енглеску, Стив Болд, тренер Арсеналове академије поставио га је у почетну поставу у мечу против Челсијевог до 18 тима. Први гол за омладински тим до 18 постигао је против Астон Виле у победи од 4-1. Затим је постигао хет-трик против Ватфордових омладинаца, и тиме помогао тиму да дође до титуле. Прву пуну сезону за тим до 18 година завршио је са 13 голова у 18 наступа, већином док је имао 15 година.
Фебруара 2008. када је имао 16 година је забележио први наступ за Арсеналове резерве против Рединга, и постигао је једини гол Арсенала на том мечу, који се завршио као нерешен. Постигао је атрактиван гол против Вест Хемових резерви у марту, на мечу који је посматрао и тренер првог тима Арсен Венгер. Учествовао је и у освајању Фероли купа тима до 16 година, где је именован као играч турнира. Одиграо је и битну улогу у освајању ФА купа за младе 2009. године, постигавши гол у полуфиналу и освајањем награде за играча утакмице у финалу против Ливерпула.

#### Сезона 2008-09
Венгер је Вилширу дао место у првом тиму Арсенала сезоне 2008-09, када му је додељен дрес број 19. Дебитовао је у Премиер лиги на мечу против Блекбурн Роверса септембра 2008, када је ушао као измена уместо Робина ван Персија. Са 16 година и 256 дана, постао је Арсеналов најмлађи дебитант, рекорд је до тада држао Сеск Фабрегас. Десет дана након дебија, 23. септембра, Вилшер је постигао свој први гол за Арсенал у победи од 6-0 против Шефилд Јунајтеда у Лига купу. Новембра 25, Вилшер је ушао као измена у мечу Лиге шампиона против Динамо Кијева, тако је постао тек пети шеснаестогодишњак који је играо у том такмичењу.

#### Сезона 2009-10
За време припрема за сезону, Вилшир је постигао два гола, и два пута је именован за играча уткакмице када је Арсенал освојио пријатељски турнир, Емиратс куп. Септембра 22. 2009, био је у почетној постави Арсенала у победи 2-0 над Вест Бромвич Албионом. У 37. минуту меча, био је укључен у контроверзни инцидент са Џеромом Томасом, када је Томас ударио Вилшира у главу и зарадио црвени картон.

##### Позајмица у Болтон
Јануара 29. 2010, Вилшир је послат у Болтон на позајмицу до краја текуће сезоне. Дебитовао је у мечу против Манчестер Ситија у фебруару, када је постигао свој први гол за Болтон, уједно и први гол у Премијер лиги. Импресионирао је челнике Болтона, који су покушали да га потпишу на још једну сезону, али неуспешно.

#### Сезона 2010-11
Вилшир је започео сезону 2010-11 остваривши деби за сениорску репрезентацију Енглеске у августу, тако је постао десети најмлађи репрезентативац икада. Такође је и започео неколико премијерлигашких утакмица, у ремију против Ливерпула, у победи од 6-0 против Блекпула пре него што је ушао као измена против Блекбурна, све време је приказивао добру форму. Добра форма је настављена кроз октобар, али је прекинута црвеним картоном против Бирмингем ситија 16. октобра. Вилшир је учествовао у европском такмичењу против Шахјтор Донњецка где је одиграо одличну утакмцу и постигао четврти гол на мечу.
Вилшир је постао стандардан поред Алекса Сонга у срцу Арсеналове средине током наредних месеци. Ова улога је значила да је имао одговорност чувања Арсеналове задње линије против Челсија. Против Микела Есијена и Џон Оби Микела, осамнаестогодишњак је хваљен за показивање изузетне физичке снаге током меча који је расенал победио 3-1. Забележио је седам наступа током јануара, настављајући своје партнерство са Алексом Сонгом на средини терена. Менаџер енглеске репрезентације Фабио Капело описао га је као "будућност" и објавио своју намеру да га стави на средину репрезентације. Вилшир је сезону завршио са 49 наступа у свим такмичењима за Арсенал.

#### Сезона 2011-12
Током лета пред сезону 2011-12, Вилшир је доживео повреду чланка током пријатељске утакмице против Њујорк Ред Булса, и током првих неколика месеци повреде, Арсен Венгер рекао је: "Вести о Џеку су веома позитивне", додао је: "Не, неће се вратити раније, поштоваћемо одлагање, рачунам до средине фебруара." Након успешне операције, Вилширово учествовање је било минимално.
Током даље рехабилитације, изгледало је као да ће се Вилшир опоравити, Венгер је додао: "Тешко је одредити датум за Џела, пролазимо недељу по недељу. Последњи снимци су веома добри тако да не бринемо. Ради се о напретку и спремности, али, не можемо знати тачан датум." Ипак, Вилшир је остао искључен из остатке сезоне. Повреда је значила да није учествовао ни у једном мечу целе сезоне, укључујучи и Олимпијске игре 2012, као и УЕФА Европско првенство 2012.

#### Сезона 2012-13
Вилшир је наставио свој опоравак од повреде чланка, због које је пропустио целу прошлу сезону." Још увек морамо да их[њега и Бакарија Сању] проценимо после интернационалне паузе" рекао је Арсен Венгер. Вилшир се вратио у први тим, и забежио први старт у 17 месеци(524 дана), играјући у победи над Квинс Парк Ренџерсима. Двадесетгодишњак је направио тренутни утицај, у борбеном издању дошао је до награде за играча утакмице. "Одличан је осећај вратити се, сав тај рад и дуги дани на тренингу су се коначно исплатили", рекао је Вилшир.
Наставио је да наступа за Арсенал, забележио је шест утакмица у децембру, када је освојио још једну награду за играча утакмице против Вест Бромвич Албиона. Млади везњак посветио је своју будућност клубу након потписивања новог уговора, на радост Арсена Венгера, који је изјавио: "Џек је тренутно најбољи, лидер групе младих енглеских играча. Срећни смо што смо дошли до новог уговора."
Вилшир је наставио да пружа одличне партије у првом месецу 2013, играјући улогу у свим Арсценаловим мечевима, постигао је победоносни гол против Свонсија у ФА купу. У међувремену, Вилширу је додељена капитенска трака када је стандардни капитен Томас Вермелен повређен на утакмици против Вест Хема. "Вилшер је човек који се природно не боји ничега на фудбалском терену и то је углавном одлика вође." Венгер је рекао. "Он жели да победи и то показује. Наравно да ће бити један од лидра овог клуба - заправо већ јесте. Лидер је неко ко ради све на терену да помогне свом тиму да победи, и он ради управо то." Одиграо је цео дерби северног Лондона против Тотенхем Хотспура пре него што је задобио повреду због које је пропустио остатак мечева тог месеца.
У сва три Арсеналова меча у мају ушао је као измена. "Џек ће имати малу, благу операцију на крају сезоне", објаснио је Арсен Венгер пре утакмице са Виганом. "То је веома, веома, веома, мала операција. Неће бити проблема. Тренутно, користимо га само у утакмицама у којима је стварно потребан."

#### Сезона 2013-14
Вилшир је започео сезону играјући на левом крилу због повреда које су задесиле крилне играче прве поставе као што су Лукас Подолски, Алекс Окслејд-Чемберлејн и Тео Волкот. Постигао је први гол сезоне 6. октобра у ремију 1-1 против Вест Бромвич Албиона. Други гол је постигао 19. октобра у победи од 4-1 против Норвича на Емиратима. И, 26. новембра, први пут је постигао два гола на мечу у победи од 2-0 против Олимпика из Марсеја у утакмици Лиге шампиона. Први гол на тој утакмици био је најбржи гол од стране енглеског играча у највишем ранку европског фудбала, након 29 секунди.
Током меча против Манчестер Ситија 14. децембра, Вилшир је суспендован на две утакмице због увредљивих гестикулација током меча.
Јануара 13, Вилшир је учествовао у оба Арсеналова гола против Астон Виле у мечу који је Арсенал добио 2-1. Четврту асистенцију у сезони остварио је у победи над Фуламом, 18. јануара, асистирајући Сантију Казорли. Вилшир је наступио у пријатељском мечу Енглеске против Данске. Међутим, након уклизавања Данијела Агера, Вилшир је задобио повреду левог стопала што је довело до паузе од шест недеља, због које је пропустио кључне утакмице против Челсија и Манчестер Ситија, као и полуфинале ФА купа против Вигана 12. априла. Маја 17. Вилшир је ушао у игру као измена током финала ФА купа 2014. када је Арсенал победио Хал Сити 3-2 на Вемблију за њихов први трофеј од 2005. године.
Маја 28, Вилширов гол против Норвича је проглашен за ББЦ гол сезоне уз 42% гласова.

#### Сезона 2014-15
Августа 10, Вилшир је био у почетној постави када је Арсенал освојио ФА комјунити шилд 2014 победивши Манчестер Сити 3-0. Такође је постигао гол и асистирао код куће против истог тима 13. септембра.
Септембра 27, Вилшир је био искључен на 3 месеца након операције левог чланка када је повредио лигаменте у поразу од 1-2 против Манчестер Јунајтеда.
Маја 25. 2015. године, Вилшир је постигао атрактиван гол ван казненог простора када је Арсенал поведио Вест Бром 4-1, и тако обезбедио место у групној фази УЕФА Лиге шампиона за следећу сезону. Тај гол је касније изгласан за ББЦ Гол сезоне, што је учинило вилшира првим играчем који је освоју ту награду два пута за редом од оснивања Премијер Лиге.
Маја 30, Вилшир је ушао као измена у финалу ФА купа 2015, у победи од 4-0 над Астон Вилом на Вемблију. На прослави титуле након финала, водио је навијаче у увредљивом обраћању локалних ривала, Тотенхема. Пошто је већ био упозорен од фудбалске асоцијације након сличног понашања прошле сезоне, осуђен је за лоше, неспортско понашање.

#### Сезона 2015-16
Вилшир је поломио фибулу током предсезоне у августу, и првобитно је требало да буде ван терена неколико недеља. Међутим, у септембру, подлегао је операцији ноге и био је отписан за наредна 3 месеца. Фебруара 2016, Вилшир је изјавио да ради на томе да постане спреман. Признао је да је фрустриран повредама, али да жели да остане мотивисан да се врати на терен. Априла 8. 2016, Вилшир се вратио на терен после 10 месеци када је био стартер у мечу против Њукасла испод 21 године, а први гол после повратка постигао је након 2 недеље, против Вест Брома. Априла 24. Вилшир се вратио у први тим Арсенала против Сандерленда, када је ушао као измена у 84. минуту уместо Месута Озила.

#### Позајмица у Боурнмоут
Августа 31. 2016, Вилшир је потписао позајмицу у Борнмоут на целу 2016-17 сезону, додељен му је број 32, који је до тада носио везни играч Јунан О'кејн. Септембра 10. 2016. Вилшир је одиграо први меч за Боурнмоут када је ушао у 63. минуту као измена против Вест Бромвич Албиона у тријумфу од 1-0. Вилшир је тада освојио узастопне награде за најбољег играча месеца Боурнмоута, у новембру и децембру. Априла 15. 2017, Вилшир је доживео још једну повреду леве фибуле након окршаја са Харијем Кејном у мечу против тотенхема на Вајт Харт Лејну. Априла 19. 2017, потврђено је да ће Вилшир пропустити остатак сезоне након 29 наступа за Боурнмоут, и да ће бити враћен Арсеналу.

#### Сезона 2017-18
Током лета пре сезоне 2017-18, различити клубови су показали интересовање за Вилшира, али до средине августа Арсен Венгер је потврдио да има планове за њега ове сезоне. Септембра 15, остварио је први наступ за Арсенал од августа 2016. као измена у другом полувремену против Келна у Лиги Европе. Септембра 20, Вилшир је забележио и први старт у више од 16 месеци против Донкастер Роверса и одиграо је пуних 90 минута. Вилшир је примио похвале за наступ јер је констатно показивао креативност и визију на средини терена.
Октобра 22, одиграо је први меч у Премијер Лиги те сезоне као измена у победи од 5-2 над Евертоном на Гудисон Парку, асистирајући за гол Арона Ремзија. Децембра 7, Вилшир је постигао први гол за Арсенал након 928 дана када је Арсенал победио БАТЕ Борисов 6-0 у Лиги Европе.
Вилширови наступи у групној фази Лиги Европе и повреда Арона Ремзија довеле су до тога да буде у првој постави Арсенала од маја 2016. године у ремију 0-0 против Вест Хема 13. децембра 2017. То је такође био и први пут да је одиграо пуних 90 минута у мечу Премијер Лиге за клуб још од септембра 2014. Јануара 3. 2018, у његовом шестом узастопном старту у Премијер Лиги, Вилшир је постигао први гол у лиги након две и по године у ремију 2-2 код куће против лондонских ривала Челсија.

## Интернационална каријера

### Омладински састав
Од 2006, Вилшир је наступао за тимове Енглеске репрезентације већег узраста. Вилшир је имао само 14 година када је играо за тим до 16 година 2006. године. Са 15 година, почеп је да игра за репрезентацију до 17 година. Именован је у екипу за 2009 УЕФА Европско првнество до 17 година у мају, започео је прва два меча, посебно импресионирајући у другом мечу против Немачке пре него што је био повређен, због чега није играо финале. Након првенства, био је укључен у 10 будћих звезда са турнира.
Септембра 11. 2009, ушао је као измена за репрезентацију до 21 против Холандије у ремију од 0-0.

### Први тим
Августа 7. 2010, Вилшир је позван у први тим Енглеске репрезентације први пут за пријатељску утакмицу против Мађарске. Дебитовао је у 11. августа 2010, када је ушао као измена у 83. минуту уместо Стивена Џерарда. Ово га је учинило десетим најмлађим играчем икада који је играо за Енглеску, са 18 година и 222 дана.
Фебруара 9. 2011, Вилшир је остварио прави деби када је био у првој постави у утакмици против Данске. Импресионирао је без обзира што је играо позицију на коју није навикао, одмах испред одбране, и хваљен је од стране тренера Фабиа Капела. Марта 25. 2011, Вилшир је остварио деби у такмичарској утакмици у квалификацијама за УЕФА Еуро 2012 против Велса. Остварио је још један наступ током квалификација, али је пропустио турнир због повреде.
Фебруара 6. 2013, Вилшир је остварио први наступ за Енглеску од 2011. због повреда, и именован је за играча уктамице када је Енглеска савлада Бразил 2-1 на Вемблију. Вилширов наступ је широко хваљен од многих, укључујући и тренера Роја Хоџсона, капитена Стивена Џерарда, Вејна Рунија и Френка Лампарда. Био је у саставу Енглеске репрезентације на ФИФА светском првенству 2014, када је ушао као измена у 73. минуту у првом мечу против Италије. У последњем мечу групне фазе је био стартер против Костарике, када је Енглеска већ била елиминисана из турнира.
Вилшир је именован за играча утакмице у шест од седам квалификационих мечева за УЕФА Еуро 2016. Прве голове за репрезентацију постигао је на 28. наступу 14. јуна 2015, у квалификационом мечу за Европско првенство 2016 против Словеније, када је постигао два гола из удаљености, и тако је помогао тиму да победи 3-2 у Љубљани.
Вилшир је био изабран 2018. за пријатељске мечеве у припреми за ФИФА Светско првенство 2018 у Русији. Маја 16. 2018, изостављен је са списка од 23 играча Енглеске репрезентације које је изабрао тренер Герет Саутгејт.

## Стил игре
Вилшир је најпознати по својој кретњи, визији, додавању, као и по способности да води екипу на терену. Арсен Венгер га је описао да има "шпанску технику, али енглеско срце". Овен Којл, менаџер Болтона током Вилширове позајмице у клубу, хвалио је његову способност да "уђе у дуел и издржи ударац", без обзира на његову висину. Међутим, вођа Арсеналове академије Лијам Брејди забележио је да је Вилшир имао проблема са понашањем на почетку каријере.
Вилшир је играо на више различитих позиција, укључујући офанзивног везног, крило, а најчешће као везни играч средине терена. Вилширов стил игре је често упоређиван са стилом Арсеналове легенде Лијама Брејдија, док сам Брејди Вилшира представља као последњи из линије технички надарених енглеских играча од Глена Ходла до Вејна Рунија.
Након опоравка од повреде у сезони 2012-13, Вилшир је хваљен за своје наступе и потенцијал од стране бројних цењених играча: дефанзивац Барселоне и Бразила Дани Алвес Вилшира представио је као "одличан играч", и поредио његов потенцијал са легендама Барселоне Андресом Инијестом и Ћавијем; Бивши везњак Манчестер Јунајтеда и Немачке репрезентације Бастијан Швајнштајгер назвао је Вилшира: "један од најбољих играча" на његовој позицији; и нападач Борусије Дортмунд и Немачке Марко Ројс назвао га је "савршеним играчем".
Бивши италијански репрезентативац и тренутно тренер Милана Ђенаро Гатузо рекао је за Вилшира: "Он можда није пребрз али има вештину, има технику. Када добије лопту, зна тачно где да је пошаље... Има менталитет енглеског играча али игра као Шпанац".
Вилшир је изјавио да му је амбиција да евентуално постане капитен Арсенала и Енглеске. Бивши тренер енглеске репрезентације Рој Хоџсон је рекао: "Вилшир има карактер, и квалитет да прихвати одговорност, да прихвати притисак. Предвиђам фантастичну енглеску каријејру за њега. Сложио бих се са Арсеном Венгером и рекао бих да Џек има квалитете да буде капитен Енглеске, нема сумње у то".

## Приватни живот
Рођен у породици Вест Хемових навијача, Вилшир је био навијач Арсенала откад је постао члан клуба са 9 година.
Вилшир је у раним сатима 29. августа 2010. био умешан у тучи. Испоставило се да је Вилшир само смиривао ситуацију па зато није осуђен. Марта 2011. Вилшир је примио опомену од полиције за пљување возача таксија, који је носио качкет Арсеналовог ривала, Тотенхема, након што је возач одбио да га вози кући јер је био превише пијан.
Дана 29. септембра 2011. Вилширова девојка Лаурен Нил родила је њиховог сина, Арчија Џека Вилшира. Дана 26. септембра 2013. Нил је родила њихово друго дете, Делајлу Грејс Вилшир, Од средине 2015. године, Вилшир је у вези са ћерком свог берберина, Андријаном Мајкл. Јуна 2017. Вилшир и Мајкл су се венчали у Тоскани, Италија.
Вилшир се налазио на насловној страни игрице ФИФА 12, заједно са Вејном Рунијем. Новембра 2011. Вилшир је постао амбасадор болнице светог Јована. Дана 16. децембра 2014. Вилшир је објавио своју подршку за УНХЦР у њиховом прикупљању средстава за помоћ становницима Филипина захваћеним тајфуном.

## Награде
Арсеналов омладински клуб
- ФА куп за младе: 2008-09

Арсенал
- ФА куп: 2013-14, 2014-15
- ФА Комјунити Шилд: 2014
- Лига куп друго место: 2010-11

Индивидуално
- ББЦ Гол сезоне: 2013-14, 2014-15
- ПФА млади играч године: 2010-11
- ПФА Тим сезоне: 2010-11 Премијер Лига
- Арсеналов играч сезоне: 2010-11
- Боурнмоут играч месеца: Новембар 2016, Децембар 2016